# Granby (Connecticut)
Granby es un pueblo ubicado en el condado de Hartford en el estado estadounidense de Connecticut. En el año 2005 tenía una población de 11.088 habitantes y una densidad poblacional de 105 personas por km².

## Geografía
Granby se encuentra ubicada en las coordenadas 41°57′44″N 72°50′22″O / 41.96222, -72.83944.

## Demografía
Según la Oficina del Censo en 2000 los ingresos medios por hogar en la localidad eran de $81,151, y los ingresos medios por familia eran $90,057. Los hombres tenían unos ingresos medios de $63,093 frente a los $42,203 para las mujeres. La renta per cápita para la localidad era de $33,863. Alrededor del 3.1% de la población estaban por debajo del umbral de pobreza.